# Publius Licinius Crassus (consul en -97)
Pour les articles homonymes, voir Publius Licinius Crassus.
Publius Licinius Crassus est un homme politique de la République romaine. 

## Famille
Il a trois fils avec sa femme Venuleia,  Publius Licinius Crassus (tué lors de la guerre civile environ 91 av. J.-C.), Lucius Licinius Crassus (disparu avec lui en 87 av. J.-C.) et Marcus Licinius Crassus (dit Dives), le triumvir, tous mariés de son vivant. Son père est Marcus Licinius Crassus Agelastus (fils du consul Publius Licinius Crassus, pontifex maximus) et son frère Marcus Licinius Crassus qui est préteur en 107 av. J.-C.

## Biographie
Il est consul en 97 av. J.-C. avec Cnaeus Cornelius Lentulus. De 97 à 93 av. J.-C., il est ensuite proconsul en Hispanie ultérieure, accompagné de son fils Marcus. Strabon le crédite d'avoir découvert la voie maritime vers les îles Cassitérides, îles au Nord de l'Espagne, ayant quelques filons de plomb et d'étain et dont les géographes modernes ignorent l'identification. Sa victoire sur les Lusitaniens lui vaut de célébrer un triomphe à sa retour à Rome,.
En 90 av. J.-C. éclate la guerre sociale qui oppose la République romaine à ses alliés italiens. Publius Crassus est légat du consul Lucius Julius Caesar. Il perd huit cents hommes contre Lamponius et est contraint de se réfugier avec le reste de ses troupes à Grumentum,.
En 89 av. J.-C., Publius Crassus est censeur avec Lucius Julius Caesar. Ils prennent des mesures contre le luxe, interdisant la vente des parfums étrangers et plafonant le prix des vins grecs. La continuation de la guerre sociale fait qu'aucun recensement des citoyens romains n'est effectué.
En 87 av. J.-C., partisan de Sylla lors de la guerre civile contre les marianistes, il défend Rome contre Cinna, il disparait avec un de fils, tué ou suicidé, lors des massacres qui suivent la prise de la ville,,.